# Ordine francescano secolare

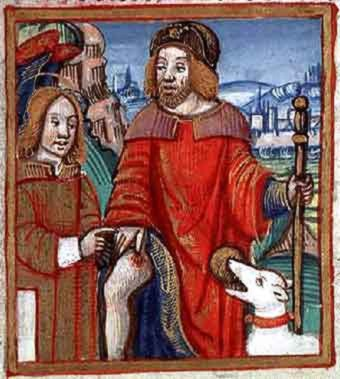
San Rocco da Montpellier, terziario penitente

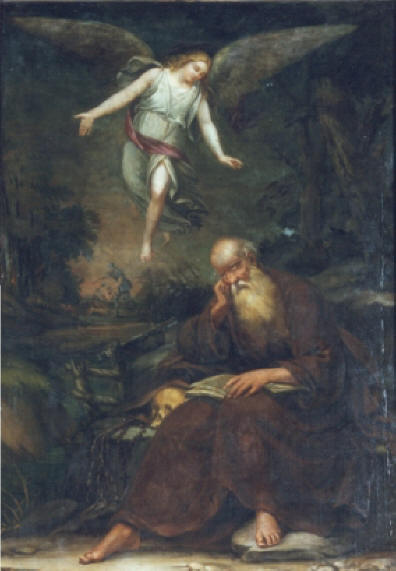
San Corrado Confalonieri (1290 - 1351), del terzo ordine francescano

L'Ordine francescano secolare (O.F.S.) (fino al 1978 Terzo ordine francescano o T.O.F.) è costituito da cristiani che, per una vocazione specifica, s'impegnano a vivere il Vangelo alla maniera di san Francesco d'Assisi, nel proprio stato secolare, osservando una regola specifica approvata dalla Chiesa, attualmente quella confermata da papa Paolo VI nel 1978. I francescani secolari pospongono al loro nome la sigla O.F.S.

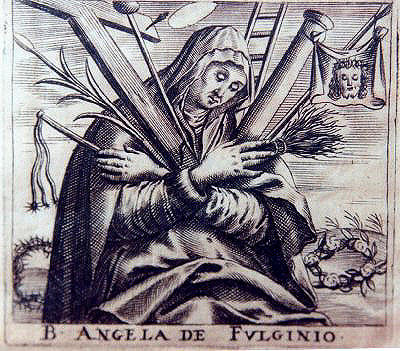
Sant'Angela da Foligno, mistica e terziaria

## L'OFS
L'OFS (Ordine Francescano Secolare) è una delle tre componenti fondamentali della grande Famiglia francescana, costituita dai tre ordini fondati da Francesco d'Assisi: il primo ordine (i frati), il secondo ordine (le Clarisse - così chiamate perché cofondate da santa Chiara) e il terzo ordine (i secolari e numerose forme di religiosi e religiose impegnati in attività apostoliche o anche monache in sola contemplazione che si sono formate dal filone principale dei secolari).
È proprio la vocazione quella che distingue, dal punto di vista della motivazione, l'appartenenza all'O.F.S. rispetto ad altre associazioni pie.
I francescani secolari, emettendo, dopo un periodo di formazione e di approfondimento spirituale e culturale, una vera e propria professione, s'impegnano a vivere questa vocazione in ogni situazione in cui si trovano sul piano familiare e lavorativo.
I fratelli e le sorelle dell'Ordine francescano secolare cercano la persona vivente e operante di Cristo negli altri fratelli, nella Chiesa, nella Parola di Dio, nella liturgia.
Annunciano Cristo con la vita e la parola; testimoniano nella vita quotidiana i beni futuri: nell'amore della povertà, nell'ubbidienza, nella purezza di cuore.
I francescani secolari s'impegnano a costruire un mondo più giusto, più evangelico e fraterno accogliendo tutti gli uomini come dono di Dio, lieti di stare alla pari con i più deboli, promuovendo la giustizia. Vivono lo spirito di san Francesco nel lavoro e nella loro famiglia, in un cammino di maturazione umana e cristiana con i loro figli.
Portatori di pace, sono fiduciosi nell'uomo e gli recano il messaggio della letizia e della speranza.
L'Ordine francescano secolare cura anche:
- gli araldini (dai 6 ai 13 anni):
- la Gioventù francescana o Gi.Fra. (la fascia che parte dai 14 ai 30 anni).

## Le origini del Terz'ordine francescano
La nascita del Terz'ordine francescano, oggi Ordine secolare francescano, è molto travagliata e si perde fra le numerose fonti e documenti storici, scritti in epoche diverse e spesso in contraddizione tra loro. In particolare risulta alquanto disputata la questione sul luogo dove avvenne la fondazione, connessa spesso all'errata lettura o anche all'errata grafia o trascrizione dei manoscritti che hanno, nei secoli, spostato a piacimento il luogo originario.
Secondo un'interpretazione, che associa la nascita del Terz'ordine francescano al miracolo del "silenzio delle rondini", si può desumere dagli scritti del primo biografo francescano, frate Tommaso da Celano, che la fondazione (o almeno la promessa) da parte di san Francesco di istituire il Terz'ordine francescano è stata fatta nel 1212 ad Alviano, ridente borgo tra Orte e Orvieto, poco distante da Todi. La stessa esegesi può essere fatta nella Legenda Maior di san Bonaventura.
Ne I fioretti, invece, si parla esplicitamente dell'istituzione del Terz'ordine che pare essere avvenuta nel 1221 nello stesso luogo della famosa predica agli uccelli, ovvero a Carnano, scritto "Carmano" (semplice refuso paleografico): pertanto, se dal castello di Baschi i fraticelli andarono a Carmano dove era la roccaforte con castello della Signoria dei Baschi, non può certamente essere quel che sostenevano negli ultimi due secoli i traduttori dei Fioretti: “Cannaia” (Cannara), un piccolo paesino rurale ai piedi di Assisi. Ma nella versione in umbro volgare de I fioretti del XIV secolo si legge: «Et andando con impeto de spirito, senza considerare via, né semita ionsero ad un castello che se chiama Cannaia. […] Et ivi predicò con tanto fervore, che li homini et le donne de quello castello per grande devotione volevano andarli derietro et abandonare el castello; […]. Allora pensò de fare el terzo Ordine per salute universale de tucti»
La tradizione locale parla addirittura della vestizione, da parte dello stesso santo, del primo seguace di questo stile di vita laicale: il beato Lucio Modestini da Cannara.
Il celebre avvenimento è raffigurato anche in un affresco intitolato l'istituzione del Terz'ordine francescano, dipinto cinquecentesco del pittore Baldassarre Croce dove è chiaramente visibile, alle spalle del santo, il castello di Cannara. L'opera si trova nella cappella papale di San Pio V nella basilica di Santa Maria degli Angeli alla Porziuncola. Sotto l'affresco si legge "De mundi contemptu dicentem Franciscum / Canarienses turmatim sequi cupiunt / his ad sua remissis tertium ordinem / primo patriarca instituit".
In alcune versioni più tardive de I fioretti al posto di "Cannaia" (ovvero Cannara) si legge "Carnano", località nel comune di Montecchio in provincia di Terni o "Savurniano". Non è possibile stabilire con certezza il motivo di questo cambio. Quello che è certo è che non si tratta di trascrizioni errate dettate da forme campanilistiche del tempo, in quanto sono state rinvenute fonti archiviali e bibliografiche antiche e storicizzate che narrano del grande rapporto che ebbe il casato dei Baschi, assieme al suo territorio e al loro castello di Carnano, con Francesco d'Assisi. 
I primi laici francescani sono comunemente ritenuti i beati Lucchese e Buonadonna da Poggibonsi, contemporanei del Santo. Proprio con riferimento alla conversione del mercante Lucchese e all'abito penitenziale che, insieme a sua moglie, ricevette da San Francesco, alcuni riconoscono la nascita del Terz'ordine francescano proprio a Poggibonsi, paese della Toscana, fra il 1209 e il 1211 e comunque non oltre il 1214.
Oggi un numero sempre maggiore di studiosi afferma la vera nascita del Terz'ordine francescano solamente con papa Niccolò IV, primo papa nella storia proveniente dai minori, il quale istituzionalizzò la confraternita laica, riconoscendola e sottomettendola all'ordine dei frati minori, con una bolla del 1289. Lo scopo di Niccolò IV era porre sotto controllo questi movimenti laici nati nel cristianesimo, ma cresciuti paralleli alla Chiesa e non nella Chiesa. Allo stesso modo i papi precedenti, figli della Riforma dei secoli XI - XIII, posero sotto controllo e inglobarono i movimenti dei predicatori (domenicani) e minori (francescani), contrastando invece altri movimenti che non riconoscevano l'egemonia della Chiesa romana in materia di fede.

## Ministri Generali dopo la Regola Paolina
- 1984-1990 Manuela Mattioli OFS
- 1990-1996 Emanuela De Nunzio OFS
- 1996-2002 Emanuela De Nunzio OFS
- 2002-2008 Encarnación del Pozo OFS
- 2008-2014 Encarnación del Pozo OFS
- 2014-2020 Tibor Kauser OFS
- 2020-2026 Tibor Kauser OFS

## Personalità che aderirono al Terz'ordine francescano

### Santi e beati
Dopo il beato Lucchese e la beata Buonadonna, santa Elisabetta d'Ungheria, santa Rosa da Viterbo, san Ferdinando III di Castiglia, san Luigi IX re di Francia, la beata Iolanda di Polonia, la beata Salomea da Cracovia regina d'Ungheria, santa Margherita da Cortona, sant'Ivo di Kermartin, sant'Amato Ronconi, sant'Angela da Foligno, la beata Ludovica Albertoni, il beato Raimondo Lullo, sant'Elzeario da Sabrano, beata Maria Barba, san Rocco, sant'Elisabetta del Portogallo, san Corrado Confalonieri, la beata Michelina da Pesaro, santa Brigida di Svezia, il beato Francesco Faà di Bruno, la beata Eurosia Fabris Barban, la beata Paola Gambara Costa, san Tommaso Moro, sant'Angela Merici, san Carlo Borromeo, santa Giovanna Francesca di Chantal, san Pietro Betancur, santa Maria Francesca delle Cinque Piaghe, san Giuseppe Benedetto Cottolengo, santa Vincenza Gerosa, san Vincenzo Pallotti, il beato Contardo Ferrini, il beato Giuseppe Tovini, il beato Giovanni Pelingotto, il beato Giovanni Saziari, san Mattia Feng De, il beato Pier Pettinaio, la beata Caterina regina di Bosnia, la beata Margherita Bays, san Giovanni Maria Vianney, il beato Pio IX, san Giuseppe Cafasso, san Giovanni Bosco, san Luigi Guanella, san Leonardo Murialdo, san Luigi Orione, il beato Andrea Carlo Ferrari, il beato Francesco Jägerstätter, la beata Edvige Carboni, san Giovanni XXIII, i beati Luigi Beltrame Quattrocchi e Maria Corsini, il beato Giovanni Saziari, il beato Giuseppe Toniolo, sant'Arcangelo Tadini, la beata Elisabetta Sanna, la beata Armida Barelli e molti altri.

### Venerabili
Giacomo Gaglione, Teresa Gardi, Paolo Pio Perazzo, Lucia Bocchino, Maria Clotilde di Borbone regina di Sardegna, Giuseppe Morgera, Egidio Bullesi, Robert Schuman, Leone Dehon, Ludovico Necchi,  Francesca Caterina di Savoia, Maria Apollonia di Savoia, Concetta Bertoli, Genoveffa De Troia, papa Pio XII, Carlo Tancredi Falletti e Juliette Colbert, marchesi di Barolo, Giorgio La Pira, Ludovico Coccapani, Don Tonino Bello e tanti altri.

### Servi di Dio
Hélder Pessoa Câmara, Marianna Nasi Pullini, Teresa e Giuseppina Comoglio, Giulio Salvadori, Vincenzo Lojali , Luigi Avellino, Luigi Cappa, Settimio Manelli e Licia Gualandris, Sergio Bernardini e Domenica Bedonni, Vincenzo Ronca, Carolina Bellandi, Filomena Giovanna Genovese, Maddalena Fezza, Maria Concetta Pantusa, Ève Lavallière, Giuseppina Berettoni e altri.

### Altri
Molte altre personalità celebri aderirono al Terz'ordine francescano: fra i più noti Antonello da Messina, Dante Alighieri, Cristoforo Colombo, Vasco da Gama, Michelangelo, Raffaello, Giotto (che dette a due figli il nome del Santo), Francesco Petrarca, Ulf Gudmarsson, marito di Santa Brigida, Silvio Pellico, Franz Liszt, Cola di Rienzo, Giuliano Antoniotto Adorno, marito di santa Caterina da Genova, Battista Sforza, Lucrezia Borgia, Amerigo Vespucci, Giovanni Pierluigi da Palestrina, Miguel de Cervantes, Lope de Vega, Luigi Galvani, Alessandro Volta, Ettore Thesorieri, André-Marie Ampère, Gabriel García Moreno, Georgiana Fullerton, Henry Edward Manning, Charles Gounod, Louis Pasteur, Coventry Patmore, papa Leone XIII, papa Benedetto XV, papa Pio XI, la regina di Bulgaria Giovanna di Savoia, Herbert Vaughan, Mario Fani, Elizabeth Herbert, Tomás Mac Curtain, Terence MacSwiney, John Michael Talbot, Giovanni Papini, Giosuè Borsi, Giuseppe Dossetti, Frido von Senger und Etterlin, Remo Vigorelli.